# Sortints, re-entrants i bosses
Un sortint és una part del camp de batalla que es projecta dins del territori enemic. El sortint està envoltat per l'enemic per tres costats, convertint en vulnerables les tropes que l'ocupen. La línia enemiga que encara un sortint es coneix com un reentrant (un angle apuntant cap a l'interior). Un sortint profund és vulnerable de ser tancat per la base, formant una bossa en la qual els defensors estan aïllats.

## Sortint
Un sortint pot formar-se de diverses maneres. Un atacant pot produir un sortint a la línia del defensor bé realitzant intencionalment un moviment en pinça al voltant dels flancs d'un punt fort, el qual esdevé la punta del sortint, o bé realitzant un atac frontal ample, que és aturat al centre però que avança als flancs. Un atacant normalment produiria un sortint a la seva pròpia línia fent un atac ample frontal que només té èxit al centre, que esdevé el pic del sortint.
A la guerra de trinxeres, els sortints es defineixen per les línies de trinxeres, i normalment es formen en fracassar un atac frontal. La naturalesa estàtica de les trinxeres significa que produir una bossa és difícil, però la naturalesa vulnerable dels sortints significa que es converteixen en el focus de les batalles de desgast.

### Exemples
- Durant el segon dia de la batalla de Gettysburg, durant la Guerra civil dels Estats Units, el general de la Unió Daniel Sickles va moure el seu Tercer Cos endavant de la línia principal de l'exèrcit de la Unió, fent que quedés pràcticament aïllat de l'exèrcit principal quan els Confederats van atacar. Sickles s'havia trobat en una situació semblant durant la batalla de Chancellorsville dos mesos abans, i en ambdós casos ambdós cossos van quedar molt malmesos i van haver de ser rescatats per altres unitats.
- A la batalla de Spotsylvania, durant la Guerra civil dels Estats Units, les forces confederades arribaren primer a un nus de camins, construint una línia de trinxeres reforçades amb fusta per aguantar davant l'exèrcit de la Unió numèricament superiors. La línia de trinxeres formava una protuberància per protegir una tros elevat de terreny, en una corba que es conegué com el "Sortint de la Sabata de Mula". Les tropes de la Unió concentraren el seu atac sobre aquest punt, en un combat brutal mà a mà de 22 hores de duració abans que els Confederats es retiraren a una nova posició.
- Durant la I Guerra Mundial, els britànics ocuparen un gran sortint a Ypres durant la major part de la guerra. Formada com a resultat de la primera batalla d'Ypres, es convertiria un dels front occidental. Va quedar tan enquistat que quan la infanteria britànica parlava de "El Sortint", ja s'entenia que es referia a Ypres.[1]
- També va existir un sortint semblant al voltant de la ciutat de Verdun (Mosa); la batalla de Verdun va tenir un molt alt nombre de baixes per ambdós costats.
- Els alemanys ocuparen un petit sortint a Fromelles anomenat Pa de Sucre, a causa del seu perfil distintiu. Sent petit, donava avantatge als ocupants en permetre'ls arribat a la terra de ningú de l'altre flanc.
- A la II Guerra Mundial, als alemanys els va ser relativament senzill envair la Segona República Polonesa des del Reich alemany (incloent la Prússia Oriental) i Eslovàquia, car Polònia formava una gran protuberància a les terres alemanyes.
- També durant la Segona Guerra Mundial, la Unió Soviètica ocupà un sortint de 150km de fondària a Kursk, que esdevindria l'escenari de la major batalla de tancs de la història i un combat decisiu del Front Oriental.
- Finalment, a la II Guerra Mundial, l'exèrcit alemany llançà un atac per sorpresa contra les forces Aliades que avançaven a la regió de les Ardenes, una regió molt boscosa de Bèlgica i Luxemburg, al desembre de 1944. Aquesta batalla creà un gran sortint durant diverses batalles, i als països anglòfons és coneguda com la "batalla del Sortint" (battle of the Bulge, en anglès), també coneguda com l'Ofensiva de les Ardenes o l'Ofensiva von Rundstedt.
- Durant la intervenció militar turca a l'illa de Xipre el 1944, les forces turques van arribar fins al poble de Louroujina. La línia d'alto el foc que dividí Xipre en dos sectors, controlats pels grecs i els turcs, posà Louroujina en un sortint, al qual només es pot accedir des de la resta de la República Turca de Xipre del Nord per una única carretera.

## Bossa
A la guerra mòbil, com la Blitzkrieg alemanya, els sortints es converteixen fàcilment en bosses, que esdevenen el focus de les batalles d'anihilació.
Una bossa comporta connotacions que les forces encerclades no han permès quedar encerclades, com podria ser en defensar una posició fortificada, que llavors s'anomenaria "setge". Aquesta és una distinció semblant a la que es fa entre hostigador i batalla campal.

### Bosses notables
- El Vesper de la batalla de Shiloh durant la Guerra civil dels Estats Units, on dues divisions de la Unió van quedar envoltades, aïllades de la resta de l'exèrcit i van defensar-se durant sis hores abans de rendir-se els atacs dels Confederats.
- Campo Vía durant la Guerra del Chaco.
- La Bossa de Medak, durant la guerra dels Balcans, era una zona de població sèrbia a Croàcia, que va ser envaïda pels croates al setembre de 1993.

#### Durant la II Guerra Mundial
- Durant l'operació Barbarroja, pràcticament tot el Front Occidental soviètic va quedar encerclat i destruït pels alemanys durant la batalla de Białystok–Minsk.
- També durant l'operació Barbarroja, 230.000 soldats soviètics van ser capturats en una bossa a Smolensk quan van quedar aïllats per les tropes panzer del general Heinz Guderian el 20 de juliol de 1941.
- També durant l'operació Barbarroja, les tropes alemanyes i romaneses encerclaren i capturaren milers de soldats soviètics durant el setge d'Odessa.
- També durant l'operació Barbarroja, la major part del Front Sud-oest va quedar encerclat durant la Primera batalla de Kíev.
- Durant l'hivern de 1942, milers de tropes alemanyes van quedar encerclades a la bossa de Demyansk, al nord-oest de Rússia.
- Durant l'hivern de 1942, 5.500 alemanys van ser encerclats pels soviètics a la bossa de Kholm.
- A la primavera de 1942, milers de soldats soviètics van quedar encerclats durant el contraatac alemany a la segona Batalla de Khàrkiv.
- El novembre de 1942, durant la batalla de Stalingrad, pràcticament tot el Sisè Exèrcit alemany quedà encerclat i destruït durant l'operació Urà.
- El 1944, durant l'operació Overlord, el Setè Exèrcit Alemany quedà atrapat a la bossa de Falaise.
- El 1944, milers de tropes alemanyes van quedar encerclades pels canadencs a la bossa de Breskens durant la batalla de l'Escalda.
- El 1944-45, un gran nombre d'alemanys quedaren aïllats a la bossa de Curlàndia, al nord-oest de Letònia, fins al final de la guerra.
- El 1944-45, 180.000 alemanys van quedar aïllats pels soviètics durant el setge de Budapest.
- El 1944-45, la 101a Divisió Aerotransportada estatunidenca quedà temporalment en una bossa a Bastogne durant la batalla de les Ardenes.
- El 1945, prop de 325.000 alemanys van quedar aïllats i capturats pels exèrcits americans a la bossa del Ruhr
- El 1945, uns 750.000 soldats alemanys van ser encerclats i destruïts per l'Exèrcit Roig durant la batalla de Berlín.

### Doctrina militar soviètica
La doctrina militar soviètica distingia entre diverses mides d'encerclament:
- Calderó (rus: котёл; kotiol): una gran concentració, a nivell estratègic, de forces enemigues atrapades.
- Sac (rus: мешок; mexok): un nivell operatiu de forces enemigues atrapades.
- Niu (rus: гнездо; gnezdo): un nivell tàctic de forces enemigues atrapades.

Els significats d'aquests termes es veuen en la concepció de què pot esperar-se en les operacions d'encerclament. S'espera que un calderó bulli amb activitat de combat, la gran quantitat de forces enemigues encara podran oferir una resistència "calenta" en les etapes inicials de l'encerclament i, per tant, han de ser contingudes, en lloc de ser atacades directament. Un sac segons l'experiència soviètica es creava sovint com a resultat d'un trencament operatiu, i a vegades inesperat tant pel comandament soviètic com per l'enemic. Aquest encerclament, a vegades d'una entitat d'una mida desconeguda, tendia a moure's durant algun temps després de l'encerclament inicial a causa de la inherent naturalesa dinàmica de la guerra operativa. En contrast, un niu era una referència a un encerclament tàctic, ben definit i contingut de tropes enemigues que s'havien vist com una fràgil concentració de tropes que no reben suport de la seva formació (l'ús del mot "niu" és semblant al de l'expressió "niu de metralladores").

### Cerco
En castellà, el terme "cerco" (literalment setge) és habitualment emprat per referir-se a una força encerclada militarment. Els "cercos" van ser particularment habituals a la Guerra del Chaco entre Bolívia i Paraguai (1932-35) i les batalles d'encerclament van ser decisives pel resultat de la guerra. A la bossa de Campo Vía 7.500 bolivians van ser fets presoners d'una força inicial de 10.000 homes. Altres "cercos" durant la guerra inclouen la batalla de Campo Grande i la batalla de Cañada Strongest.

### Kessel
En alemany, el terme kessel (literalment calderó) és habitualment emprat per referir-se a una força encerclada militarment, i una (batalla de calderó) es refereix a un moviment de pinça.
Exemples de batalles Kessel són:
- La Bossa de Demyansk, 1942
- La batalla de Stalingrad, 1942–43
- La batalla de Velikiye Luki 1942-1943
- La Segona Batalla de Khàrkiv, 1943
- La Bossa de Korsun, 1944
- La Bossa de Kamenets-Podolsky 1944 (també anomenada "Bossa de Hube")
- El Setge de Memel, 1945
- La Battle de Halbe, 1945
- La batalla de Berlín, 1945

També, durant l'batalla d'Arnhem, els alemanys es referiren a la bossa de paracaigudistes britànics com la Hexenkessel (literalment, el "calderó de les bruixes")

### Motti
En finès, el terme motti es refereix a una unitat completament encerclada. La tàctica d'encerclament és anomenada 'motius, que significa literalment la formació d'un bloc aïllat o "motti", que equivaldria a una unitat encerclada.
El terme motti prové del suec mått (mesura), que equival a un metre cúbic de llenya. Quan es recull llenya, els troncs són tallats i amuntegats en piles d'1 m³. cadascun un motti, que queden dispersos pel bosc per ser recollits posteriorment. El terme també significa "tassa" en diversos dialectes finesos, de manera que el significat de motti estaria relacionat amb el de kessel. Pel que fa a tàctica militar un motti significa la formació d'unitats enemigues en "mossegades per mida", les quals són més fàcils de contenir i de combatre.
Aquesta tàctica d'encerclament va ser àmpliament emprada per les forces fineses durant la Guerra d'Hivern i la Guerra de Continuació amb bons resultats. Va resultar especialment efectiva contra algunes de les unitats mecanitzades de l'exèrcit soviètic, les quals tenien els moviments molt restringits dins de les llargues i estretes rutes forestals fineses, sense pràcticament cap altre alternativa que anar avançar o retrocedir. A diferència de les unitats mecanitzades soviètiques, les tropes fineses podien moure's ràpidament pels boscos amb skis i trencar columnes d'unitats cuirassades soviètiques (com, simplement, fent caure els arbres a la carretera). Una gran columna quedava així partida en diverses unitats cuirassades menors, les quals podien ser atacades per les forces fineses des del bosc. Aquestes bosses menors podien ser atacades individualment llançant forces des de tots els costats contra la unitat atrapada.
Un motius és una maniobra de doble encerclament, usant l'habilitat de les tropes lleugeres per viatjar sobre terreny difícil per encerclar tropes en una carretera. Encara que molt inferiors en nombre, aquestes forces mòbils podien immobilitzar unitats enemigues molt majors.
En tallar les columnes o unitats enemigues en unitats menors i llavors encerclar-les amb forces lleugeres i mòbils, com les tropes esquiadores durant l'hivern, una força menor podia superar una unitat molt major. Si la unitat enemiga encerclada era massa forta, o si atacar comportés un cost inacceptablement gran (com, per exemple, a causa de la mancança d'equipament pesat), el motti normalment es deixava coure a foc lent fins que quedés curt de menjar, subministraments i munició, i estigués prou afeblit com per ser eliminat. Alguns dels majors mottis van poder aguantar fins al final de la guerra perquè rebien subministraments per l'aire. En quedar atrapades, aquestes unitats ja no estaven disponibles per a operacions de batalla.
Les batalles de motti majors de la guerra d'hivern van tenir lloc durant la batalla de Suomussalmi, on els regiments finesos envoltaren i destruïren dues divisions i una brigada cuirassada soviètica atrapades en una carretera.